# Juan Lechín Oquendo
Juan Lechín Oquendo (ur. 18 maja 1914, zm. 27 sierpnia 2001) – boliwijski związkowiec i polityk.
Od 1945 był sekretarzem Federacji Górników (FTM); podczas rewolucji w 1952 dowodził milicją górników; w okresach 1952-1965, 1970 i 1982-1986 pełnił funkcję sekretarza generalnego Boliwijskiej Centrali Robotniczej (COB); od 1952 do 1960 sprawował nadto urząd ministra górnictwa, zaś od 6 sierpnia 1960 do 6 sierpnia 1964 - wiceprezydenta w rządzie Victora Paza Estenssoro. W marcu 1964 założył Rewolucyjną Partię Lewicy Narodowej. Od 1965 do 1970 oraz od 1971 do 1982 przebywał na emigracji.
W latach 30. był zawodnikiem klubu piłkarskiego The Strongest.